# Marleen van Iersel
Marleen Maria van Iersel, née le 7 janvier 1988 à Breda (Pays-Bas), est une joueuse de beach-volley néerlandaise, professionnelle depuis 2003. Elle a notamment été championne d'Europe de sa discipline.

## Carrière

### Les débuts
Marleen van Iersel commence le beach-volley en 2003, à l'âge de 15 ans. Elle s'associe à ses compatriotes Jennifer Waning, Margo Wiltens et Arjanne
Stevens entre 2003 et 2004.

### Les premiers succès
Elle commence une longue collaboration avec Marloes Wesselink entre 2005 et 2008, puis s'associe avec Sanne Keizer jusqu'à la fin de l'année 2013. Le duo remporte successivement les tournois Open de Shanghai (Chine) et de Myslowice (Pologne) en mai 2011. 

### La reconnaissance européenne
Elle s'associe avec Madelein Meppelink à partir du début d'année 2014 et remporte notamment les Championnats d'Europe de beach-volley en 2014.
Depuis ce sacre européen, le duo n'a remporté aucun titre sur le FIVB Beach Volley World Tour. Elles ont cependant terminé à la seconde place lors des Grands Chelem de Moscou et d'Olsztyn en 2015.

## Palmarès

### Jeux olympiques d'été
- Pas de performance significative à ce jour...

### Championnats du Monde
- Pas de performance significative à ce jour...

### Championnats d'Europe
- Médaille d'or en 2014 à Cagliari (Italie) avec Madelein Meppelink